# Walnut Grove (Minnesota)
Walnut Grove és una població dels Estats Units a l'estat de Minnesota. Segons el cens del 2010 tenia 871 habitants. L'antic nom del poble era Walnut Station.

## Història
Walnut Grove fou creat l'any 1874. El topònim Walnut Grove prové d'un bosc de noguera negra (Juglans nigra; black walnut en anglès), situat prop de la ciutat original. El poble va ser incorporat com a població el 1879.
A Walnut Grove hi ha el museu de la Laura Ingalls Wilder, dedicada a l'escriptora dels llibres Little House on the Prairie. Charles Frederic 'Freddy' Ingalls, (1 de novembre de 1876 - 27 d'agost de 1877 a South Troy, Minnesota), el germà petit de la Laura Ingalls Wilder que va néixer a Walnut Grove.
Walnut Grove va guanyar més de 250 nous residents entre el 2001 i 2006. Els nous residents són immigrants hmong i les seves famílies. L'afluència de persones ha augmentat prop de 900, i els hmong formen el 42% dels estudiants en el Districte Escolar Grove Westbrook-Walnut.

## Demografia
Segons el cens del 2000, Walnut Grove tenia 599 habitants, 291 habitatges, i 178 famílies. La densitat de població era de 222,4 habitants per km².
Dels 291 habitatges en un 21,3% hi vivien nens de menys de 18 anys, en un 53,3% hi vivien parelles casades, en un 6,5% dones solteres, i en un 38,8% no eren unitats familiars. En el 36,4% dels habitatges hi vivien persones soles el 22,7% de les quals corresponia a persones de 65 anys o més que vivien soles. El nombre mitjà de persones vivint en cada habitatge era de 2,06 i el nombre mitjà de persones que vivien en cada família era de 2,67.
Per edats la població es repartia de la següent manera: un 19,4% tenia menys de 18 anys, un 6,5% entre 18 i 24, un 22,7% entre 25 i 44, un 22,7% de 45 a 60 i un 28,7% 65 anys o més.
L'edat mitjana era de 46 anys. Per cada 100 dones de 18 o més anys hi havia 90,2 homes.
La renda mitjana per habitatge era de 24.013 $ i la renda mediana per família de 34.167 $. Els homes tenien una renda mediana de 24.750 $ mentre que les dones 20.192 $. La renda per capita de la població era de 15.637 $. Entorn del 5% de les famílies i el 9,6% de la població estaven per davall del llindar de pobresa.

## Poblacions properes
El següent diagrama mostra les poblacions més properes.